# Antoine-Louis Barye

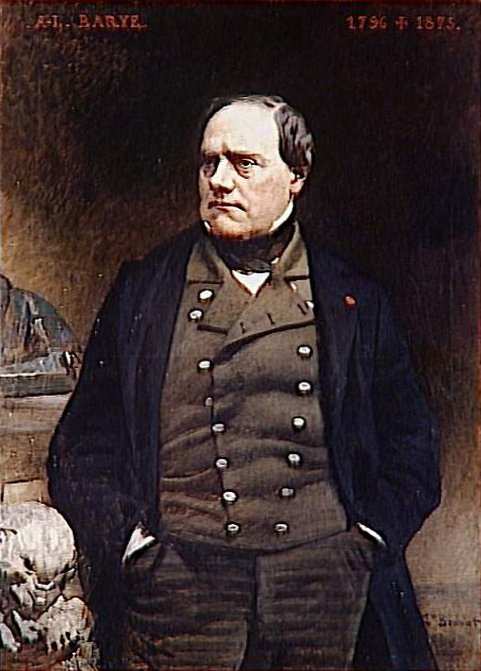
Een portret van Antoine-Louis Barye door Léon Bonnat (1889)

Antoine-Louis Barye (Parijs, 24 september 1796 - aldaar, 25 juni 1875) was een Frans beeldhouwer en kunstschilder.
Hij was de zoon van een goudsmid en wilde al op vroege leeftijd beeldhouwer worden. In 1818 werd hij toegelaten tot de kunstacademie in Parijs. Men beschouwt hem als de grootste beeldhouwer van diersculpturen van de 19de eeuw.

## Studietijd
Al tijdens zijn studie begon Barye met sculpturen van exotische dieren, de animalierbronzen. Hij maakte hiervoor eerst uitvoerige schetsen, in de Jardin des Plantes. Op de Salons exposeerde hij niet alleen beelden maar ook dierstudies, uitgevoerd in aquarel, want niet alleen was hij beeldhouwer maar ook een verdienstelijk (landschap)schilder en aquarellist.
Barye maakte vooral naam met zijn beeldhouwwerken. Zijn sculpturen beelden vaak energieke wilde dieren uit, die er soms gevaarlijk uitzien. Men kan aan deze beelden zien, dat Barye veel verstand had van anatomie. Hierdoor kon hij als geen ander beweging suggereren en daardoor zijn deze sculpturen zo realistisch. Soms plaatste Barye zijn beesten in een mythische context, omdat hij anders als kunstenaar niet serieus genomen werd.

## Barbizon
Rond 1840 kwam Barye in contact met verscheidene kunstenaars, onder meer met Decamps, Jules Dupré en Théodore Rousseau, die hem introduceerden in het gezelschap van de School van Barbizon, dat regelmatig in Barbizon schilderde. Zijn aquarellen vonden weinig weerklank bij het publiek, maar werden wel zeer gewaardeerd door Eugène Delacroix en andere kunstenaars. Barye exposeerde zijn schilderijen nimmer, deze konden alleen bewonderd worden door bevriende kunstenaars.

## Salon Indépendant

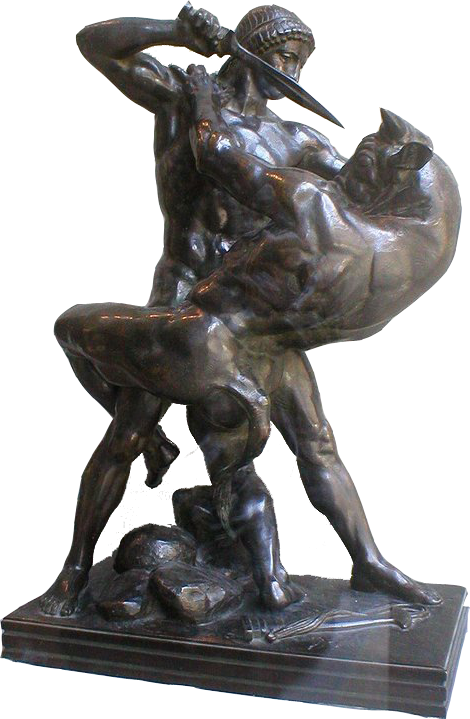
Theseus en de Minotaurus

In 1847 nam Barye het initiatief tot het oprichten van een Salon Indépendant, waarvan Honoré Daumier, Decamps, Jules Dupré, Jacque, Jeanron en Ary Scheffer deel uitmaakten. Na 1860 was hij steeds vaker in de omgeving van Barbizon te vinden. In 1867 huurde hij een huis aan de Grande Rue in Barbizon.

## Docent
Barye werd in 1854 professor in het tekenen van dieren aan het Zoölogisch Museum in Parijs. Op 72-jarige leeftijd werd hij gekozen tot lid van de Académie des Beaux-Arts in Parijs en in 1869 volgde zijn benoeming tot buitengewoon lid van de academie in Brussel.
Barye overleed op 79-jarige leeftijd in Parijs. 

## Nalatenschap
Na zijn dood werden driehonderd schilderijen en aquarellen, die achtergebleven waren in zijn atelier, tentoongesteld in de École des Beaux Arts en vervolgens geveild.
- Art Gallery of South Australia: 4269
- Biblioteca Nacional de España: XX1183740
- Bibliothèque nationale de France: cb11995263c (data)
- CiNii: DA11952594
- Stuttgart Database of Scientific Illustrators 1450–1950: 262
- Gemeinsame Normdatei: 118657437
- International Standard Name Identifier: 0000 0000 8077 7274
- KulturNav: 15aeadb4-eeb2-4a06-800e-aba65f592563
- Library of Congress Control Number: n83192887
- Base Léonore: LH//129/44
- National Gallery of Victoria: 632
- Nationale Bibliotheek van Tsjechië: xx0008637
- Nationale bibliotheek van Australië: 35479420
- Nationale Bibliotheek van Israël: 987007275606305171
- Nederlandse Thesaurus van Auteursnamen: 070254990
- RKD-Nederlands Instituut voor Kunstgeschiedenis: 4831
- SNAC: w6jd5hhr
- Système universitaire de documentation: 028036417
- Trove: 967856
- Union List of Artist Names: 500007044
- Virtual International Authority File: 71400631
- WorldCat: E39PBJxcY8TTkfmK9PCbwVTj4q